# Дампиери
Дампиерите (на френски: Maison de Dampierre; на немски: Haus Dampierre) са благородническа фамилия, която играе важна роля в управлението на Франция и Нидерландия. Произлиза от Дампер в днешния френски регион Шампан-Ардени.
Чрез женитби родът получава и друга собственост във Франция:
- Господство Бурбон
- Графствата Невер, Оксер, Тонер и Ретел
- Графство Фландрия
- Маркграфство Намюр
- Свободното графство Бургундия
- Графство Артоа
- Херцогствата Брабант и Лимбург

От Дампиерите произлизат основателите на Бурбоните и на Династия Валоа Бургундия.